# Büecke
Büecke ist ein Ortsteil der Gemeinde Möhnesee im Kreis Soest in Nordrhein-Westfalen. Bis 1969 bildete Büecke eine eigenständige Gemeinde. Nördlich grenzt direkt das Naturschutzgebiet Standortübungsplatz bei Büecke an.

## Geographie
Das kleine Dorf Büecke liegt am Nordrand der Gemeinde Möhnesee auf der Haar südlich der Weidelandschaft Kleiberg.

## Name und Ersterwähnung
Die erste urkundliche Erwähnung von Büecke stammt aus dem Jahre 1210, bzw. 1229 als Budeken. Der Ortsname bedeutet etwa: kleine Siedlung.

## Geschichte
Der seit dem Mittelalter belegte Ort war seit dem 19. Jahrhundert eine Landgemeinde im Amt Körbecke des Kreises Soest. Am 1. Juli 1969 wurde Büecke durch das Soest/Beckum-Gesetz Teil der neuen Gemeinde Möhnesee.

## Einwohnerentwicklung
| Jahr | Einwohner | Quelle |
| ---- | --------- | ------ |
| 1871 | 118       | [ 4 ]  |
| 1885 | 104       | [ 5 ]  |
| 1910 | 142       | [ 6 ]  |
| 1939 | 115       | [ 7 ]  |
| 2020 | 122       | [ 8 ]  |

## Kultur
Ein Träger des lokalen Brauchtums ist der Schützenverein St. Johannes Berlingsen-Büecke-Wippringsen.